# Connie Mhone
Connie Mhone (9 tháng 7 năm 1968 – 10 tháng 1 năm 2016) là một cầu thủ bóng lưới người Malawi và huấn luyện viên bóng lưới cho đội U21.